# Соболев, Иван Николаевич (архитектор)
Ива́н Никола́евич Со́болев (25 января 1903, Москва — 24 июня 1971, Москва) — советский архитектор, художник, преподаватель, доктор архитектуры, профессор, член-корреспондент Академии архитектуры СССР. Входил в конструктивистское Объединение современных архитекторов (ОСА).

## Биография
Родился 25 января 1903 года в Москве.
Учился в индивидуальной живописной мастерской Казимира Малевича во Вторых Свободных государственных художественных мастерских (1919—1920), затем в мастерской А. Веснина во ВХУТЕМАСе. Окончил архитектурный факультет в 1926 году. Дипломный проект — «Дворец труда в Москве» (1926). Закончил аспирантуру архитектурного факультета и факультет архитектурного усовершенствования (ФАУ) Академии архитектуры СССР (1936). В 1936—1948 гг. преподает в аспирантуре Академии архитектуры.
Работал над Всероссийской сельскохозяйственной и кустарно-промышленной выставкой в мастерской А. В. Щусева (1922—1923), затем в проектном бюро И.В. Жолтовского при правлении МОГЭС (1926) и его архитектурно-проектной мастерской №1. В 1933—1936 гг. работает в отделе проектирования Моссовета. В конце 1930-х работал в мастерской М. П. Парусникова. Во время войны работал в институте жилья Академии архитектуры. После войны руководил мастерской по делам архитектуры при Совете Министров СССР, был директором НИИ оборудования зданий.
С 1934 года преподавал в Институте аспирантуры Академии архитектуры. Преподавал в МАРХИ на кафедре жилых и общественных зданий (1936–1971). С 1939 года доцент, затем профессор. Среди учеников Соболева —  Народный архитектор СССР Ф. А. Новиков. В 1950 году начинающие зодчие Ф. А. Новиков и И. А. Покровский были приглашены Соболевым в свою мастерскую. Заведовал кафедрой в 1949—1951 гг.. В 1943 году был избран членом-корреспондентом Академии архитектуры СССР.
С 1951 по 1959 год руководит мастерской №12 (№5) института «Моспроект-1».
Член Союза архитекторов СССР с 1932 года. Делегат I и II съездов Союза архитекторов и всех московских конференций. Член методического совета архитектурного фонда.
Жил в Москве по адресу: Большая Ордынка, 36 (1930-е). Скончался 24 июня 1971 года в Москве. Похоронен на Новодевичьем кладбище.

## Избранные проекты и постройки
- Проектирование и строительство Всероссийской сельскохозяйственной и кустарно-промышленной выставки (под рук. А. В. Щусева и И. В. Жолтовского), Москва, 1923;
- Корпус трикотажной фабрики в Ивантеевке (Авторский коллектив под рук. Г. П. Гольца), 1929—1930;
- Дом РЖСКТ «Работник печати» на Большой Грузинской улице 56, Москва, 1929[11];
- Школа на Черногрязской улице 7с1 (совместно с М. П. Парусниковым), 1935;
- Жилой дом на Красной площади в Ярославле («Дом с аркой») (совместно с М. П. Парусниковым), 1935—1936;
- Жилой дом №27—29 на Тверской ул., Москва, 1946—1949;
- Дом руководящего состава металлургического завода «Серп и Молот» на Краснохолмской набережной 11с1, Москва, 1951;
- Жилой дом Министерства иностранных дел СССР на Ленинградском проспекте, 59, Москва, 1950—1952 (совместно с С. П. Тюковыи и А. Д. Вассердамом)[12]
- Планировка и застройка Семёновской набережной, Москва, 1950—1960-е гг.;  - Жилой дом на Госпитальной набережной, Москва. Арх. И. Соболев, Ф. Новиков, И. Покровский.
  - Жилой дом на Краснохолмской наб.
  - «Дом с аркой» в Ярославле

## Награды
- Орден Трудового Красного Знамени (21.09.1966) — за заслуги в подготовке специалистов, развитии отечественной архитектуры и в связи со 100-летием со дня основания Московского архитектурного института[13]
- Орден Красной Звезды (1947)
- Орден «Знак Почёта» (1952)